# Posus
Posus is een geslacht van rechtvleugeligen uit de familie krekels (Gryllidae). De wetenschappelijke naam van dit geslacht is voor het eerst geldig gepubliceerd in 1890 door Bolívar.

## Soorten
Het geslacht Posus  is monotypisch en omvat slechts de volgende soort:
- Posus mictiformis (Bolívar, 1890)